# Jack Frost

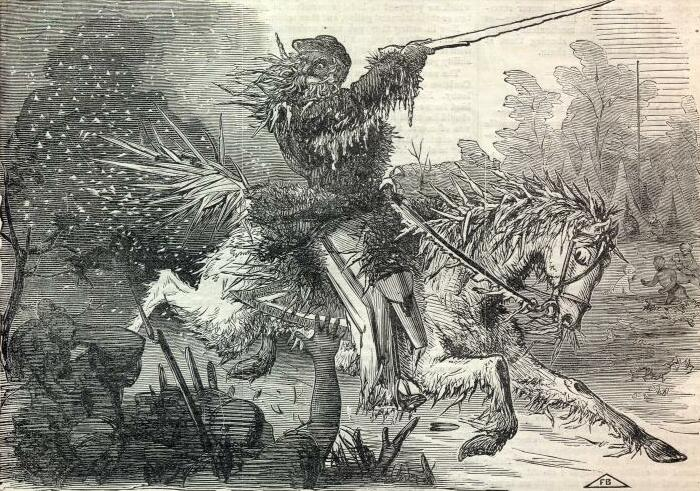
Một bộ phim hoạt hình thế kỷ 19, mô tả Jack Frost là một thiếu tướng trong cuộc Nội chiến Hoa Kỳ

Jack Frost là một nhân vật trong chuyện kể dân gian của nước Anh, một hiện thân (nhân cách hóa) của sương giá, băng, tuyết, mưa tuyết, mùa đông và cái lạnh đóng băng. Anh là một phiên bản khác của Ông già mùa đông, người chịu trách nhiệm tạo ra thời tiết băng giá, gõ ngón tay và ngón chân lên các tán lá mùa thu và để lại các hoa văn giống như cây dương xỉ trên cửa sổ vào mùa đông.
Bắt đầu từ văn học cuối thế kỷ 19, sự xây dựng nhân vật của Jack Frost ngày càng phát triển hơn, anh được miêu tả như một chàng yêu tinh trẻ tuổi. Đôi khi anh xuất hiện như một kẻ gây ra các trò nghịch tinh quái, lúc thì được thể hiện như một anh hùng.

## Tiểu sử

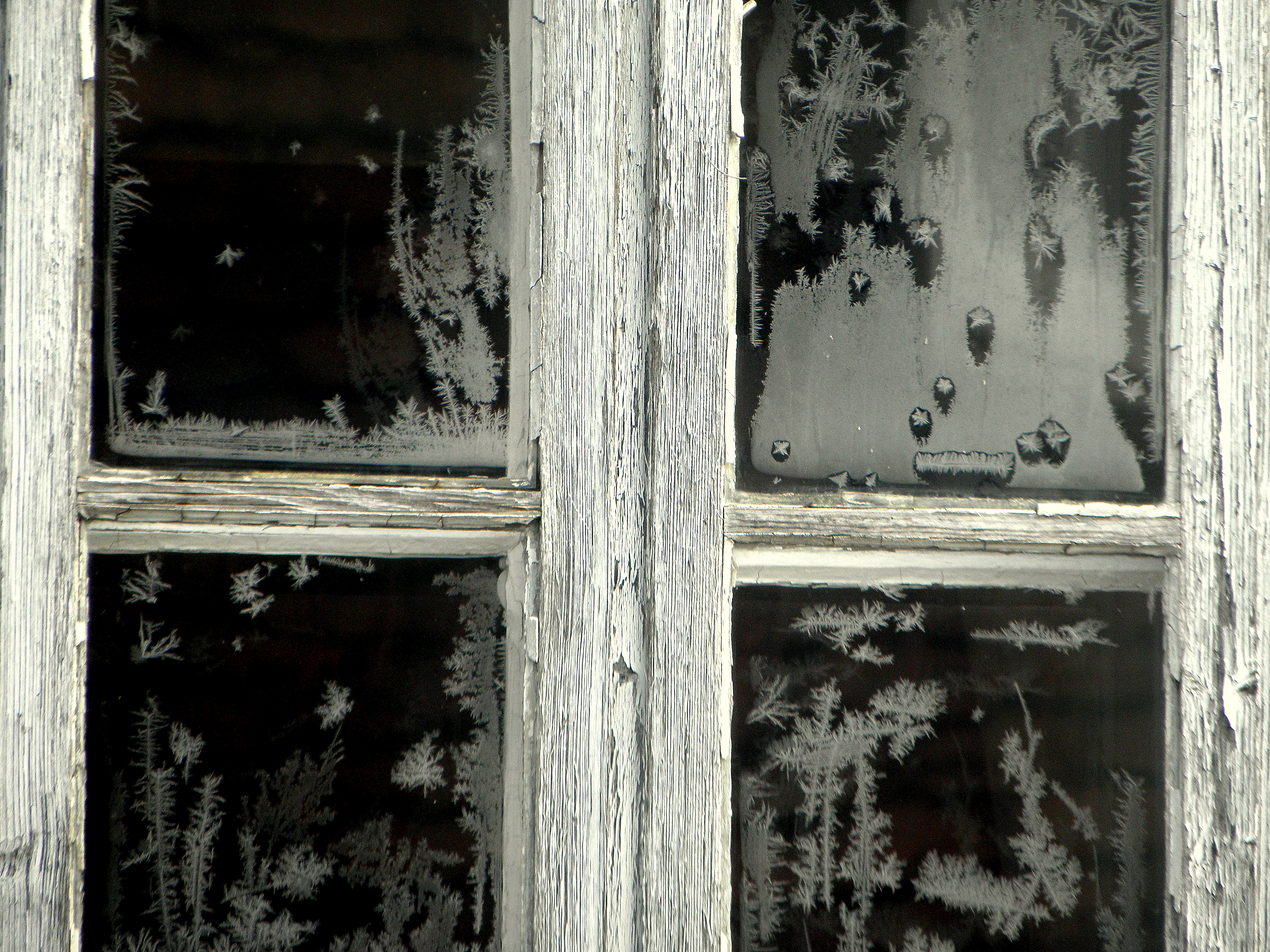
Sương giá đọng trên cửa sổ

Theo truyền thuyết, Jack Frost được cho là người đã để lại sương giá, các hoa văn giống như dương xỉ trên cửa sổ vào những buổi sáng mùa đông, và cũng là thực thể bí ẩn siết chặt tứ chi con người trong thời tiết lạnh giá. Trải qua sự thay đổi theo thời gian, sương giá cửa sổ đã trở nên ít phổ biến hơn trong thế giới hiện đại do sự phát triển của kính hai lớp, nhưng Jack Frost vẫn là một nhân vật nổi tiếng trong văn hóa đại chúng. Đôi khi anh được mô tả là một người xách theo xô màu và cọ vẽ, đang tô điểm màu sắc cho những tán lá mùa thu - đỏ, vàng, nâu và cam.

## Lịch sử phát triển
Những chuyện kể về Jack Frost có thể bắt nguồn từ phong tục mùa đông của người Bắc Âu và Ango-Saxon. Jack có cả một chương mang tên anh trong Kalevala, sử thi quốc gia Phần Lan được biên soạn từ những câu chuyện truyền miệng cổ xưa của họ.
Có rất nhiều sinh vật thần thoại khác cũng đảm nhận vai trò tương tự như Jack nhưng lại tồn tại ở một nền văn hóa dân gian hoàn toàn khác biệt. Ở Nga, anh mang một hình dạng khác với cái tên Ông già Tuyết, và ở Đức thay cho Jack là một thực thể khác hoàn toàn được gọi là Mrs. Holle. Ngoài ra, Dãy núi Hindu Kush được đặt tên theo những câu chuyện về một người khổng lồ trú ngụ tại đây, kẻ sẽ giết (kesh) những người cố gắng vượt qua, cũng được so sánh với Jack Frost của Anh.
Tài liệu có liên quan sớm nhất về Jack Frost trong văn học  xuất hiện trong cuốn sách 'Vòng quanh ngọn lửa than, hay những trò giải trí Giáng sinh' xuất bản năm 1734.
Jack Frost được nhắc đến trong nhiều bộ phim, ví dụ trong bài hát mùa đông "The Christmas Song". Anh thường được thể hiện như một nhân vật phản diện trên một số phương tiện truyền thông, và một anh hùng trong những lần xuất hiện khác.

## Trong văn hóa đại chúng

### Văn học
- Bài thơ "The Frost" của Hannah Flagg Gould (1789-1865) kể về một nhân vật tinh nghịch chịu trách nhiệm về những hiện tượng trầm lặng trong mùa đông, người tạo ra những bức tranh băng tuyệt đẹp trên cửa sổ. Nhưng đồng thời, Jack cũng buồn phiền vì thiếu đi quà tặng từ con người và khiến cho băng giá làm làm hỏng mọi thứ.[6]
- Trong "Birdie và những người bạn cổ tích" (1874) của Margaret T. Canby, có một truyện ngắn với nhan đề "Những nàng tiên băng giá". Trong câu chuyện này, Jack Frost là vua của các Tinh linh Mùa đông và được miêu tả là một người tốt bụng muốn giúp đỡ trẻ em, trong khi vua của vương quốc láng giềng, King Winter, lại tàn nhẫn với chúng. Câu chuyện cũng diễn giải nguồn gốc của việc tại sao Jack Frost chịu trách nhiệm nhuộm màu lá của khu rừng vào mùa thu.
  - Năm 1891, Helen Keller tái hiện câu chuyện của riêng mình, có tựa đề The Frost King.
- Trong tác phẩm "Little Jack Frost" của Charles Sangster, được xuất bản trong The Aldine, (Vol.7, No.16, 1875) Jack Frost là một sinh vật vui tươi, chạy xung quanh để chơi khăm và "cắn mũi" con người, bao trùm mọi nơi bằng băng tuyết trước khi bị Quý bà Thiên nhiên xua đuổi vào mùa xuân.[7]
- Trong Cuộc đời và Cuộc phiêu lưu của Ông già Noel (1902) của L. Frank Baum, Jack Frost là con trai của Vua băng giá vô danh. Anh ta thích thú với việc bóp "mũi và tai và ngón chân" mọi người, nhưng Santa Claus, người rất quý mến Jack (Santa coi Jack là "kẻ bất hảo vui vẻ") mặc dù anh ta không tin tưởng ông, yêu cầu anh ta đừng làm điều đó với những đứa trẻ. Jack nói rằng anh ấy sẽ không làm thế, nếu anh có thể chống lại sự cám dỗ.[8] Jack cũng xuất hiện trong "The Runaway Shadows", một truyện ngắn của Baum. Trong câu chuyện này, anh ta có khả năng đóng băng những cái bóng của con người, tách chúng ra khỏi chủ nhân của mình, biến chúng thành những thực thể sống thực sự.[9]
- Trong loạt phim Meredith Gentry của Laurell K. Hamilton, một nhân vật tên Jack Frost cũng xuất hiện.
- Jack Frost đã xuất hiện như một nhân vật phụ trong truyện Rupert Bear.
- Trong cuốn sách Phép thuật cầu vồng của Daisy Meadows, Jack Frost là một nhân vật phản diện chuyên gây rắc rối ở Vùng đất Tiên. Anh ta đi cùng với những con yêu tinh gây rối, chuyên lấy cắp những đồ vật quan trọng của các nàng tiên và cố gắng phá hoại chúng.
- Jack Frost cũng xuất hiện trong " First Death in Nova Scotia ", một bài thơ của Elizabeth Bishop.
- Trong cuốn tiểu thuyết Hogfather của Terry Pratchett, Jack cảm thấy nhàm chán với những hoa văn dương xỉ, anh quyết định vẽ nên những bức tranh cầu kỳ hơn trên cửa sổ.
- Jack Frost xuất hiện trong bộ ba tiểu thuyết The Veil của Christopher Golden.
- The Man Jack, một sát thủ bí ẩn, tự gọi mình là Jack Frost trong Cuốn sách Nghĩa địa của Neil Gaiman.
- The Stranger, một cuốn sách ảnh của Chris Van Allsburg, có sự tham gia của Jack Frost vào vai một người lạ cô đơn bị mất trí nhớ.
- Trong The Lost Frost Girl của Amy Wilson, Owl, con gái của Jack Frost khám phá ra sức mạnh mà cô ấy được thừa hưởng từ cha và phiêu lưu vào thế giới của những nàng tiên.[10]

### Truyện tranh
- Trong truyện tranh, Jack Frost xuất hiện như một siêu anh hùng trong các tác phẩm được xuất bản bởi Timely Comics (giờ là Marvel Comics) vào những năm 1940.
- Marvel Comics đã có Jack Frost thứ hai, là bí danh đầu tiên của siêu anh hùng Blizzard.
- Jack Frost là bí danh của Dane McGowan, một trong những nhân vật chính của bộ phim The Invisibles, một phần của loạt phim Vertigo những năm 1990.
- Trong Jack of Fables (một phần truyện phụ của Fables), nhân vật chính đã trở thành Jack Frost trong một khoảng thời gian. Jack Frost thứ hai xuất hiện với tư cách là con trai của Jack Horner và Nữ hoàng Tuyết.

### Phim
- Jack Frost, một bộ phim của Nga từ năm 1964, có tựa đề Morozko — tương đương với Jack Frost trong tiếng Nga.
- Trong bộ phim Jack Frost năm 1997, Scott MacDonald vào vai một kẻ giết người hàng loạt bị biến thành người tuyết và tiếp tục cuộc đồ sát của mình. Bộ phim này đã có phần tiếp theo vào năm 2000: Jack Frost 2: Revenge of the Mutant Killer Snowman.
- Trong bộ phim Jack Frost năm 1998, Michael Keaton đóng vai một con người bị biến thành Người tuyết với cái tên Jack Frost.
- Jack Frost xuất hiện với tư cách là nhân vật phản diện chính trong The Santa Clause 3: The Escape Clause do Martin Short thủ vai.
- Jack Frost xuất hiện với tư cách là nhân vật chính của Sự trỗi dậy của các Vệ thần, dựa trên loạt tiếu thuyết Guardians of Childhood của William Joyce,[11] được lồng tiếng bởi Chris Pine.

### Đài phát thanh, hoạt hình và truyền hình
- Jack Frost xuất hiện trong loạt chương trình phát thanh dành cho trẻ em The Cinnamon Bear.
- Jack Frost xuất hiện với tư cách là nhân vật chính trong bộ phim hoạt hình ngắn Jack Frost năm 1934 của Ub Iwerks trong loạt phim hoạt hình ComiColor.
- Jack Frost là nhân vật chính (do Robert Morse lồng tiếng) của chương trình đặc biệt Rankin / Bass TV sản xuất năm 1979. Nhân vật (do Paul Frees lồng tiếng) cũng xuất hiện trong chương trình truyền hình Giáng sinh đặc biệt Frosty's Winter Wonderland và trong Rudolph và Frosty's Christmas vào tháng 7, được lồng tiếng lại bởi Paul Frees.

### Trò chơi điện tử
- Megami Tensei
- AdventureQuest
- City of Villains
- Granado Espada
- Guild Wars
- Killing Floor
- Ragnarok Online
- Rise of the Guardians: The Video Game (dựa trên bộ phim cùng tên)
- RuneScape
- Scribblenauts Unlimited
- The Sims FreePlay

### Âm nhạc
- Jethro Tull có một bài hát với tựa đề "Jack Frost and the Hooded Crow".
- Saint Vitus miêu tả Jack Frost như một ác thần của mùa đông trong album V của ban nhạc.
- Đài phát thanh WRHS-FM 89.7 ở Norridge, Illinois đặt tên cho định dạng nhạc ngày lễ là "Jack Frost".
- Tên này cũng được sử dụng làm bút danh của các nhạc sĩ Bob Dylan và Jack Dempsey.
- Jack Frost là tên của một ban nhạc doom metal đến từ Áo.
- Bài hát " Chestnuts Roasting on an Open Fire " của Nat King Cole có phần lời là "Jack Frost nipping at your nose".